# Breuninger Theaterverlag
Der Breuninger Theaterverlag ist ein Schweizer Theaterverlag mit Sitz in Aarau im Kanton Aargau. Das Unternehmen verlegt Theaterstücke in Schweizerdeutsch und vertreibt sie in der Deutschschweiz sowie im grenznahen Ausland. Das Verlagsprogramm richtet sich sowohl an Amateurtheatergruppen, Vereinstheater wie auch an Profitheater. Der Fokus liegt auf Unterhaltung, so sind in den über 5000 Theaterstücken viele Komödien, Schwänke, Volksstücke und Kriminalkomödien zu finden.

## Geschichte
Der Breuninger Theaterverlag wurde 1922 durch Arthur und Max Breuninger in Aarau gegründet. Zu Beginn war das Unternehmen kein reiner Theaterverlag, sondern gleichzeitig auch eine Papeterie. Neben der Verlagsleitung war Arthur Breuninger selbst als Theaterautor tätig. Unter seinem Pseudonym Arthur Brenner schrieb oder übersetzte er rund 80 Theaterstücke. 1981 zog sich Breuninger krankheitshalber aus dem Geschäft zurück und übergab Rico Spring die Leitung. Dieser führte seinen eigenen Spring Verlag in Brugg mit dem Breuninger Theaterverlag zusammen. Unter seiner Führung wuchs der Breuninger Theaterverlag und positionierte sich im Vertrieb von Unterhaltungstheater, indem man auch Werke von namhaften internationalen Autoren wie zum Beispiel Ray Cooney oder Pierre Chesnot anbieten konnte. 2004 bezog der Breuninger Theaterverlag sein Büro direkt am Bahnhof Aarau. 2016 übernahmen Leo Maurer als Inhaber und sein Sohn Enrico Maurer als Geschäftsführer den Breuninger Theaterverlag. Seither ist der Breuninger Theaterverlag ein Familienunternehmen, das aktuell vier Mitarbeitende beschäftigt.

## Angebot
Der Breuninger Theaterverlag bietet über 5000 Theaterstücke an. Diese umfassen Komödien, Schwänke, Lustspiele, Kriminalstücke, Kriminalkomödien, Freilichtstücke, Volksstücke und Schauspiele. Der Fokus liegt auf der Förderung von Schweizer Autoren, es finden sich aber auch zahlreiche Dialektbearbeitungen ausländischer Autoren im Verlagsprogramm. Zu den bekannten Autoren des Verlags zählen unter anderem Mike Müller, Beat Schlatter, Katja Früh, Charles Lewinsky oder Oscar-Preisträger Xavier Koller. Auch zahlreiche Film- und Buchadaptionen sind als Theaterstücke zu erhalten wie zum Beispiel Der Boandlkramer und die ewige Liebe von Michael Bully Herbig, Achtsam morden von Karsten Dusse, Der Hexer von Edgar Wallace, Ein großer Aufbruch von Matti Geschonneck oder Hinter den sieben Gleisen von Kurt Früh.
Der Breuninger Theaterverlag veröffentlicht jährlich um die 30 neue Theaterstücke. Der Verlag druckt alle Textbücher selbst. Er berät zudem Theatergruppen in der Stückwahl und stellt ihnen Auswahlsendungen zusammen. Weiter bietet er auch an, massgefertigte Stücke für Theatergruppen zu verfassen.